# Chaconia maprouneae
Chaconia maprouneae är en svampart som först beskrevs av Viégas, och fick sitt nu gällande namn av Y. Ono & J.F. Hennen 1981. Chaconia maprouneae ingår i släktet Chaconia och familjen Chaconiaceae.   Inga underarter finns listade i Catalogue of Life.